# Krishnammanahosahalli, Sidlaghatta
Krishnammanahosahalli là một làng thuộc tehsil Sidlaghatta, huyện Chikkaballapur, bang Karnataka, Ấn Độ.